# Goulc'han Kervella
Pour les articles homonymes, voir Kervella.
Goulc'han Kervella, né le 4 juillet 1951 à Plouguerneau, est un écrivain, dramaturge, acteur et metteur en scène breton.

## Biographie

### Formation
Né dans une famille de marins, il fréquente le lycée Charles-de-Foucauld à Brest avant de s’engager dans des études de médecine en 1969. Il soutient une thèse de doctorat en 1982 ayant pour sujet La médecine dans la littérature de langue bretonne aux XIXe et XXe siècles. De ce travail sortira une biographie en breton de René Laennec.
Parallèlement, il se passionne pour le théâtre au sein de la troupe Ar Vro Bagan créée en 1974.

### Carrière
En 1982, il décide de devenir comédien professionnel. Depuis, il écrit et crée, avec Strollad ar Vro Bagan, de nombreuses pièces de théâtre tant en français qu’en breton et fait un important travail de découverte du théâtre auprès des scolaires. La troupe reçoit le prix régional à la création en 1991 pour Ar Basion Vras. Auteur de plusieurs ouvrages et romans en breton en plus des pièces de théâtre, il s’intéresse aussi à la vie locale ; il est maire-adjoint de Plouguerneau de 1983 à 2001 et président de l'écomusée des Goémoniers et de l’Algue. Il est décoré de l'ordre de l'Hermine.

## Œuvres
- (br) Ar chase (roman), Al Liamm, 1980
- Lara (nouvelles), Al Liamm
- (br) Laenneg, medisin (biographie)
- (br) E Vrennigenn Ziwezhañ, Al Liamm-An Here
- (br) Ma c’helljen me Kanañ laouen, 1977
- (br) Buhez Mikael an Noblez, 1978
- Spontus Circus, 1981
- Kernevez city, 1982
- (br) Yann Vari Perrot [« la Mort d’un prêtre »], 1985
- (br) Roue ar moc’h, 1986
- Ys la Maudite, 1987
- Kenavo my love, 1988
- (br) Beaj Maelduina, 1988
- Xavier Grall, Cantique à Mellila, 1989
- Liberta, 1989
- Les Nuits de Kerjean, 1990
- La Passion Celtique [« Ar Basion Vras »], 1991
  - Prix de la création régionale
- (br) Sean O’Casey, An Arar hag ar Stered [« la Charrue et les Etoiles »], 1992
- Ys la Maudite (2e version, d’après Michel Le Bris & Charles Guyot), 1993
- Tristan & Yseult à Kerjean, 1994
- Amoko2, 1995
- (br) Naïg Rozmor, Ar Mestr [« le Maître »], 1996
- (br) 39-45 Brezel Bro Leon [« Guerre et Paix dans le Léon »], 1997
- (br) Avanturioù Jan Konan (d’après le manuscrit de Jean Conan), 1998
- (br) Roparz Hemon, Meurlarjez [« Carnaval »], 1999
- (br) Pierre-Jakez Hélias, Ar Mevel Braz [« le Grand Valet »], 2000
- Tristan & Yseult, 2001
- (br) Johniged an Hilda, 2002
- (br) Breizh AKTU 70-80, 2003
- (br) Gwerz ar Vezhinerien, 2005
- (br) Gwerz Nedeleg, 2005
- (br) Dre ar Prenestr (Danevelloù), Al Liamm, 2006
- (br) Fest ar Pimoc’h, 2006
- De Rosalie à l’Arche, 2007
- Les lettres du jour J, 2007
- (br) Ar roue UBU, 2007
- (br) Les pirates du Chien jaune [« Bag an Ankou »] (bilingue), 2008
- (br) Ar Roue Marc’h [« Le Roi Marc aux oreilles de cheval »] (adaptation), 1995
- (br) Gwilhou ar Bleiz [« le Loup a mangé la lune »], 1997
- (br) Kêr-Ys [« La légende de la ville d’Ys »] (adaptation), 2000
- (br) Al labous hag ar pesketour [« L’oiseau et le pêcheur »], 2002
- (br) Spered an tour tan [« L’oiseau et le gardien de phare »], 2005
- (br) Lizig, priñsezig an dour [« Lizig, la petite princesse de l’eau »], 2007
- Armorica Breizh, 2011
- (br) Ar Baganiz [« Les Païens »], 2014
- (br) Kof ha Kof [« Joue contre Joue »], 2017
- (br) Ar Bonedoù Ruz [« Les Bonnets Rouges »], 2017
- Enez al legumaj (pièce de théâtre), TES, 2020}}